# Schönere Heimat
Schönere Heimat. Bewahren und gestalten ist eine Zeitschrift des Bayerischen Landesvereins für Heimatpflege e. V., die erstmals 1937 erschien. 
Der Titelzusatz lautete in den Jahren 1942 bis 1943 „Organ des Alpenländischen Arbeitskreises im Deutschen Heimatbund“, bis 1981 „Erbe und Gegenwart“ und von 1982 bis 2010 „Erbe und Auftrag“.
Die Zeitschrift, die viermal jährlich erscheint, enthält Beiträge zur Kulturpflege, Volkskunde, Heimatforschung, Berichte zu Veranstaltungen und Besprechungen wichtiger Literatur zur Heimatpflege.